# Gephyrocapsa oceanica
Gephyrocapsa oceanica je druh patřící mezi kokolitky (Coccolithophyceae). Jedná se o typový druh řas rodu Gephyrocapsa, který se pro vysokou citlivost na změny prostředí a výskyt v sedimentech stal důležitým pleistocenním biostratigrafickým indikátorem využívaným v paleoklimatologii a stratigrafii.
Na vnějším povrchu cytoplazmatické membrány se usazují krystaly zvápenatělých šupinek, tzv. kokolity, jež jsou produkovány intracelulárními váčky a složeny z kalcitu. Kokolity pak okolo Gephyrocapsa oceanica vytvářejí radiální kokosféru o průměru 6–10 μm, často se agregující s dalšími kokosférami do ve větších shluků. Předpokládá se, že vzhledem k vlastnostem šupinek rozptylovat a odrážet světlo, zajišťují kokolity ochranu řas zejména před ultrafialovým zářením.
Gephyrocapsa oceanica specificky reaguje na změny oxidu uhličitého v atmosféře, jehož zvýšená koncentrace se projeví vyšší kyselostí mořské vody a následnou rychlejší degradací ochranné organické vrstvičky na povrchu kokolitů. Pro udržení stálosti vnitrobuněčného pH pak buňka utlumuje kalcifikaci, tj. tvorbu zvápěnatělých šupin.
Dvoufázový životní cyklus začíná mobilní etapou haploidní buňky s bičíkem. Poté, co dvě haploidní buňky splynou v jednu diploidní, nová buňka ztrácí schopnost pohybu a rozmnožuje se nepohlavně.